# Hypsicera subtilitor
Hypsicera subtilitor är en stekelart som beskrevs av Aubert 1969. Hypsicera subtilitor ingår i släktet Hypsicera och familjen brokparasitsteklar. Inga underarter finns listade i Catalogue of Life.